# Premijer liga (pallacanestro maschile)
La Premijer liga è la massima serie del campionato croato di pallacanestro.

## Storia
Quando la Croazia faceva parte della Jugoslavia socialista le squadre locali partecipavano al campionato jugoslavo. Con la dissoluzione della Jugoslavia e l'indipendenza dello stato croato, nacque anche il massimo campionato di pallacanestro.
Da allora è incontrastato il dominio del Cibona Zagabria, che ha vinto ben diciotto campionati, lasciando poco spazio ad altri club blasonati come Zadar e Spalato, mentre negli ultimi anni è salito alla ribalta il Cedevita Zagabria.

## Albo d'oro

### Prva liga
- 1992  Cibona Zagabria
- 1992-1993  Cibona Zagabria
- 1993-1994  Cibona Zagabria
- 1994-1995  Cibona Zagabria
- 1995-1996  Cibona Zagabria
- 1996-1997  Cibona Zagabria
- 1997-1998  Cibona Zagabria
- 1998-1999  Cibona Zagabria
- 1999-2000  Cibona Zagabria
- 2000-2001  Cibona Zagabria
- 2001-2002  Cibona Zagabria
- 2002-2003  Spalato
- 2003-2004  Cibona Zagabria
- 2004-2005  Zara
- 2005-2006  Cibona Zagabria
- 2006-2007  Cibona Zagabria
- 2007-2008  Zara
- 2008-2009  Cibona Zagabria
- 2009-2010  Cibona Zagabria
- 2010-2011  KK Zagabria
- 2011-2012  Cibona Zagabria
- 2012-2013  Cibona Zagabria
- 2013-2014  Cedevita
- 2014-2015  Cedevita
- 2015-2016  Cedevita
- 2016-2017  Cedevita

### Premijer liga
- 2017-2018  Cedevita
- 2018-2019  Cibona Zagabria
- 2019-2020 non assegnato[1]
- 2020-2021  Zara
- 2021-2022  Cibona Zagabria
- 2022-2023  Zara
- 2023-2024  Zara
- 2024-2025  Zara

## Vittorie per club
| Club            | Città    | Titolo | Anno                                                            |
| --------------- | -------- | ------ | --------------------------------------------------------------- |
| Cibona Zagabria | Zagabria | 20     | 1992-2002, 2004, 2006, 2007, 2009, 2010, 2012, 2013, 2019, 2022 |
| Zara            | Zara     | 6      | 2005, 2008, 2021, 2023, 2024, 2025                              |
| Cedevita Junior | Zagabria | 5      | 2014, 2015, 2016, 2017, 2018                                    |
| KK Zagabria     | Zagabria | 1      | 2011                                                            |
| Spalato         | Spalato  | 1      | 2003                                                            |